# Dove c’è musica
Dove c’è musica (с итал. — «Там, где музыка») — восьмой студийный альбом итальянского певца и композитора Эроса Рамаццотти, который был выпущен 13 мая 1996 года лейблом Bertelsmann Music Group.

## Об альбоме
Dove c’è musica первый альбом Рамаццотти собственного производства, и первый диск без участия его давнего сотрудника Пьеро Кассано. «Dove c'è musica» стал самым успешным альбомом на тот момент, возглавив чарты альбомов в шести странах, включая Италию и Германию. Диск был продан тиражом в 7.000.000 экземпляров.
Также, на «сингл Più bella cosa» из этого альбома был снят музыкальный видеоклип.

## Список композиций
| №                   | Название              | Автор(ы)                                             | Длительность |
| ------------------- | --------------------- | ---------------------------------------------------- | ------------ |
| 1.                  | «Dove c'è musica»     | Э. Рамаццотти, К. Гвидетти, М. Фабрицио, А. Кольиати | 4:44         |
| 2.                  | «Stella gemella»      | Э. Рамаццотти, В. Тоссето, М. Лавецци, А. Кольиати   | 4:38         |
| 3.                  | «Più bella cosa»      | Э. Рамаццотти, К. Гвидетти, А. Кольиати              | 4:24         |
| 4.                  | «L'aurora»            | Э. Рамаццотти, А. Кольиати                           | 5:37         |
| 5.                  | «Lettera al futuro»   | Э. Рамаццотти, А. Кольиати                           | 4:17         |
| 6.                  | «Io amerò»            | Э. Рамаццотти, А. Кольиати                           | 5:07         |
| 7.                  | «Questo immenso show» | Э. Рамаццотти, А. Кольиати                           | 5:27         |
| 8.                  | «Quasi amore»         | Э. Рамаццотти, А. Кольиати                           | 5:07         |
| 9.                  | «Yo sin tì»           | Э. Рамаццотти, В. Тоссето, Н. Мано                   | 4:12         |
| 10.                 | «Lei però»            | Э. Рамаццотти, В. Тоссето, А. Кольиати               | 4:50         |
| 11.                 | «L'uragano Meri»      | Э. Рамаццотти, А. Кольиати                           | 4:46         |
| 12.                 | «Buona vita»          | Э. Рамаццотти, В. Тоссето, А. Кольиати               | 3:51         |
| Общая длительность: | Общая длительность:   | Общая длительность:                                  | 56:40        |

## Над альбомом работали
- Джорджио Армани;
- Алекс Барони — бэк-вокал;
- Лука Биньярди — программирование, барабан, миксинг;
- Альберто Бонарди — инженер, ассистент;
- Марко Борсатти — помощник;
- Алекс Браун — бэк-вокал;
- Ленни Кастро;
- Винни Колайута — барабаны;
- Эмануэла Кортези — бэк-вокал;
- Линн Дэвис — бэк-вокал;
- Микеланджело Ди Баттиста — фотограф;
- Натан Ист — бас;
- Дэвид Гарфилд — фортепиано;
- Умберто Гатика;
- Паоло Джанолио — акустическая гитара, бас;
- Джим Гилстрап — бэк-вокал;
- Гари Грант — труба;
- Джерри Хей — труба;
- Ким Хатчкрофт — тенор-саксофон;
- Филипп Инграм — бэк-вокал;
- Лука Джарман — бэк-вокал;
- Майкл Ландау — гитара, электрогитара;
- Чарльз Лопер — тромбон;
- Начо Мано — монтаж;
- Сид Пейдж — скрипка;
- Джон Пена — бас;
- Антонелла Пепе — бэк-вокал;
- Джон Пирс — бас;
- Билл Райхенбах младший — тромбон;
- Челсо Валли — орган, фортепиано, аранжировщик, режиссёр, клавишные, программирование, бэк-вокал, хор, продюсер;
- Миммо Вердуччи;
- Томми Викари — инженер;
- Трэйсли Элана Уильямс — бэк-вокал.

## Чарты
| Страна     | Позиция |
| ---------- | ------- |
| Италия     | 1       |
| Германия   | 1       |
| Бельгия    | 1       |
| Швеция     | 1       |
| Швейцария  | 1       |
| Австрия    | 1       |
| Нидерланды | 5       |
| Франция    | 10      |